# アジア建築家評議会
アジア建築家評議会(Architects Regional Council Asia）は、アジアにおける建築家による親睦団体である。
通称は、頭文字を取ってアルカシア（ARCASIA）。

## 概要
アジア建築の情報発信はアルカシア-国広ジョージ国士舘大学教授, 清華大学客員教授 アルカシア前会長にあるとおり、現在では日本を含む21ヵ国のアジア諸国が加盟するアジア地域での建築家連合団体となっている。旧英連邦諸国建築家協会連盟（Commonwealth Association of Architects、通称：CAA）からインドを筆頭にしたアジアの旧連邦国が1967年に脱退する形で発足。その後アジア地域各国の建築家協会の連合団体を目指し1970年に設立している。日本と東アジア各国の建築家協会は1980年からで、日本の正式加盟は1991年。
毎年にアジア建築家会議(Asian Congress of Architects-ACA)を開催している。
また、アジアの優れた建築作品にアルカシア建築賞を選出し贈呈している。
2011~12年には、日本建築家協会(JIA)所属の国広ジョージが会長を歴任している。